# George Bălăiță
 George Bălăiță (Bákó, 1935. április 17. – Bukarest, 2017. április 16.) román író.

## Művei
Novelláskötetek
- Călătoria (1964)
- Conversând despre Ionescu (1966)
- Întâmplări din noaptea soarelui de lapte (1968)
- Gulliver în țara nimănui (1994)
- Câinele în lesă (2004, interjúk)
- Marocco I-II (2011)

Regények
- A világ két napban (Lumea în două zile) (1975); ford. Kolozsvári Papp László; Európa, Budapest, 1977
- Ucenicul neascultător (1977)
- Nopțile unui provincial (1983)
- Învoiala (2016)